# Coupe du monde de ski de fond 2008-2009
Navigation
Édition précédente Édition suivante
La 27e édition de la Coupe du monde de ski de fond se déroule entre le 22 novembre 2008 et le 22 mars 2009. Organisée par la Fédération internationale de ski, cette compétition débute fin novembre par des épreuves en style libre organisées à Gällivare (de 2002 à 2008, Düsseldorf accueillait la première épreuve de la saison au mois d'octobre). La Coupe du monde est interrompue par deux événements internationaux durant l'hiver : le Tour de Ski 2008-2009 organisé autour du Nouvel an et les Championnats du monde de ski nordique 2009 prévus en février à Liberec. Comme lors de la saison précédente, la saison 2008-2009 est close en Suède par l'organisation des « Finales de Coupe du monde » (World Cup Final) disputées selon un format similaire au Tour de Ski.
La FIS instaure une nouvelle règle pour les épreuves de longue distance (30 km pour les femmes et 50 km pour les hommes). Des points sont en effet attribués lors des passages intermédiaires aux trois skieurs passés en tête.
Deux fondeurs, le Suisse Dario Cologna et la Polonaise Justyna Kowalczyk, offrent à leur pays une première victoire au classement général final de la Coupe du monde

## Classements généraux
| Rang | Nom                   | Points |
| ---- | --------------------- | ------ |
| 1    | Dario Cologna         | 1344   |
| 2    | Petter Northug        | 1217   |
| 3    | Ola Vigen Hattestad   | 792    |
| 4    | Pietro Piller Cottrer | 774    |
| 5    | Sami Jauhojärvi       | 765    |
| 6    | Axel Teichmann        | 724    |
| 7    | Jean-Marc Gaillard    | 669    |
| 8    | Giorgio di Centa      | 646    |
| 9    | Lukáš Bauer           | 600    |
| 10   | Vincent Vittoz        | 583    |

| Rang | Nom                    | Points |
| ---- | ---------------------- | ------ |
| 1    | Justyna Kowalczyk      | 1810   |
| 2    | Petra Majdic           | 1710   |
| 3    | Aino-Kaisa Saarinen    | 1463   |
| 4    | Arianna Follis         | 1135   |
| 5    | Virpi Kuitunen         | 1124   |
| 6    | Marianna Longa         | 995    |
| 7    | Pirjo Muranen          | 989    |
| 8    | Therese Johaug         | 829    |
| 9    | Kristin Størmer Steira | 827    |
| 10   | Marit Bjørgen          | 708    |

| Rang | Nom                   | Points |
| ---- | --------------------- | ------ |
| 1    | Pietro Piller Cottrer | 559    |
| 2    | Dario Cologna         | 539    |
| 3    | Petter Northug        | 489    |
| 4    | Sami Jauhojärvi       | 466    |
| 5    | Lukáš Bauer           | 460    |

| Rang | Nom                    | Points |
| ---- | ---------------------- | ------ |
| 1    | Justyna Kowalczyk      | 1004   |
| 2    | Aino-Kaisa Saarinen    | 706    |
| 3    | Marianna Longa         | 662    |
| 4    | Kristin Størmer Steira | 590    |
| 5    | Petra Majdic           | 551    |

| Rang | Nom                 | Points |
| ---- | ------------------- | ------ |
| 1    | Ola Vigen Hattestad | 792    |
| 2    | Renato Pasini       | 359    |
| 3    | Tor Arne Hetland    | 335    |
| 4    | John Kristian Dahl  | 326    |
| 5    | Petter Northug      | 308    |

| Rang | Nom                 | Points |
| ---- | ------------------- | ------ |
| 1    | Petra Majdic        | 875    |
| 2    | Arianna Folis       | 469    |
| 3    | Pirjo Muranen       | 461    |
| 4    | Aino-Kaisa Saarinen | 407    |
| 5    | Justyna Kowalczyk   | 406    |

## Calendrier et podiums

### Hommes
| 1. Gällivare (22 novembre 2008 - 23 novembre 2008) |                    |                                                                               |                                                                        |                                                                    |
| Date                                               | Épreuve            | Vainqueur                                                                     | Deuxième                                                               | Troisième                                                          |
| 22/11/2008                                         | 15 km style libre  | Marcus Hellner                                                                | Pietro Piller Cottrer                                                  | Petter Northug                                                     |
| 23/11/2008                                         | Relais (4 × 10 km) | Norvège Martin Johnsrud Sundby Eldar Rønning Tore Ruud Hofstad Petter Northug | Suède Daniel Richardsson Johan Olson Rickard Andreasson Marcus Hellner | Allemagne Jens Filbrich Tobias Angerer Tom Reichelt Axel Teichmann |

| 2. Kuusamo (29 novembre 2008 - 30 novembre 2008) |                        |                        |                  |                    |
| Date                                             | Épreuve                | Vainqueur              | Deuxième         | Troisième          |
| 29/11/2008                                       | Sprint style classique | Ola Vigen Hattestad    | Tor Arne Hetland | John Kristian Dahl |
| 30/11/2008                                       | 15 km style classique  | Martin Johnsrud Sundby | Lukáš Bauer      | Sami Jauhojärvi    |

| 3. La Clusaz (6 décembre 2008 - 7 décembre 2008) |                                |                                                                                    |                                                                       |                                                                             |
| Date                                             | Épreuve                        | Vainqueur                                                                          | Deuxième                                                              | Troisième                                                                   |
| 06/12/2008                                       | 30 km style libre (mass start) | Petter Northug                                                                     | Dario Cologna                                                         | Aleksandr Legkov                                                            |
| 07/12/2008                                       | Relais (4 × 10 km)             | Norvège Tor Arne Hetland Martin Johnsrud Sundby Tord Asle Gjerdalen Petter Northug | Suède Daniel Richardsson Johan Olsson Anders Södergren Marcus Hellner | France Jean-Marc Gaillard Vincent Vittoz Maurice Manificat Emmanuel Jonnier |

| 4. Davos (13 décembre 2008 - 14 décembre 2008) |                       |                     |                |                 |
| Date                                           | Épreuve               | Vainqueur           | Deuxième       | Troisième       |
| 13/12/2008                                     | 15 km style classique | Johan Olsson        | Axel Teichmann | Sami Jauhojärvi |
| 14/12/2008                                     | Sprint style libre    | Ola Vigen Hattestad | Johan Kjølstad | Renato Pasini   |

| 5. Düsseldorf (20 décembre 2008 - 21 décembre 2008) |                                |                                              |                                      |                                        |
| Date                                                | Épreuve                        | Vainqueur                                    | Deuxième                             | Troisième                              |
| 20/12/2008                                          | Sprint style libre             | Ola Vigen Hattestad                          | Tor Arne Hetland                     | Fabio Pasini                           |
| 21/12/2008                                          | Sprint par équipes style libre | Norvège Ola Vigen Hattestad Tor Arne Hetland | Suède Björn Lind Thobias Fredriksson | Russie Alexei Petukhov Nikolaï Morilov |

| Tour de Ski 2008-2009 (27 décembre 2008 - 4 janvier 2009) |            |               |                |                |
| Date                                                      | Épreuve    | Vainqueur     | Deuxième       | Troisième      |
| -                                                         | 7 épreuves | Dario Cologna | Petter Northug | Axel Teichmann |

| 6. Whistler (16 janvier 2009 - 18 janvier 2009) |                                |                                      |                                   |                                |
| Date                                            | Épreuve                        | Vainqueur                            | Deuxième                          | Troisième                      |
| 16/01/2009                                      | Sprint style classique         | Emil Jönsson                         | Ola Vigen Hattestad               | Josef Wenzl                    |
| 17/01/2009                                      | Poursuite                      | Pietro Piller Cottrer                | Jean-Marc Gaillard                | Valerio Checchi                |
| 18/01/2009                                      | Sprint par équipes style libre | Suède Robin Bryntesson Emil Joensson | Italie Fabio Pasini Renato Pasini | Canada George Grey Alex Harvey |

| 7. Otepää (24 janvier 2009 - 25 janvier 2009) |                        |                     |                   |                |
| Date                                          | Épreuve                | Vainqueur           | Deuxième          | Troisième      |
| 24/01/2009                                    | 15 km style classique  | Lukáš Bauer         | Johan Olsson      | Vincent Vittoz |
| 25/01/2009                                    | Sprint style classique | Ola Vigen Hattestad | Øystein Pettersen | Børre Næss     |

| 8. Rybinsk (30 janvier 2009 - 1er février 2009) |                                |                |                    |                   |
| Date                                            | Épreuve                        | Vainqueur      | Deuxième           | Troisième         |
| 30/01/2009                                      | 15 km style libre (mass start) | Tobias Angerer | Jean-Marc Gaillard | Sergei Dolidovich |
| 31/01/2009                                      | Sprint style libre             | Renato Pasini  | Alexey Petukhov    | Anton Gafarov     |
| 01/02/2009                                      | Poursuite                      | Annulé         | Annulé             | Annulé            |

| 9. Valdidentro (13 février 2009 - 14 février 2009) |                       |                     |                     |               |
| Date                                               | Épreuve               | Vainqueur           | Deuxième            | Troisième     |
| 13/02/2009                                         | Sprint style libre    | Ola Vigen Hattestad | Alexey Petukhov     | Emil Joensson |
| 14/02/2009                                         | 15 km style classique | Anders Södergren    | Jens Arne Svartedal | Johan Olsson  |

| 10. Lahti (7 mars 2009 - 8 mars 2009) |                    |                  |                       |                    |
| Date                                  | Épreuve            | Vainqueur        | Deuxième              | Troisième          |
| 7/03/2009                             | Sprint style libre | Petter Northug   | Ola Vigen Hattestad   | Nikolaï Morilov    |
| 8/03/2009                             | 15 km style libre  | Aleksandr Legkov | Pietro Piller Cottrer | Christian Hoffmann |

| 11. Trondheim (12 mars 2009 - 14 mars 2009) |                                    |                     |                |                    |
| Date                                        | Épreuve                            | Vainqueur           | Deuxième       | Troisième          |
| 12/03/2009                                  | Sprint style classique             | Ola Vigen Hattestad | Petter Northug | John Kristian Dahl |
| 14/03/2009                                  | 50 km style classique (mass start) | Sami Jauhojärvi     | Tobias Angerer | Alex Harvey        |

| 12. Finale Coupe du monde (18 mars 2009 - 22 mars 2009) 18 mars 2009 : Stockholm / 20 mars 2009 - 22 mars 2009 : Falun |                                     |                 |                    |                  |
| Date | Épreuve                             | Vainqueur       | Deuxième           | Troisième        |
| 18/03/2009 | Sprint style classique              | Johan Kjølstad  | John Kristian Dahl | Eldar Rønning    |
| 20/03/2009 | 3,3 km style libre                  | Axel Teichmann  | Dario Cologna      | Martin Koukal    |
| 21/03/2009 | Poursuite 2 × 10 km                 | Dario Cologna   | Marcus Hellner     | Tobias Angerer   |
| 22/03/2009 | 15 km style libre (départ handicap) | Sergey Shiriaev | Vincent Vittoz     | Juha Lallukka    |
| Classement final | Classement final                    | Dario Cologna   | Vincent Vittoz     | Aleksandr Legkov |

### Femmes
| 1. Gällivare (22 novembre 2008 - 23 novembre 2008) |                   |                                                                                  |                                                                                |                                                              |
| Date                                               | Épreuve           | Vainqueur                                                                        | Deuxième                                                                       | Troisième                                                    |
| 22/11/2008                                         | 10 km style libre | Charlotte Kalla                                                                  | Marit Bjørgen                                                                  | Aino-Kaisa Saarinen                                          |
| 23/11/2008                                         | Relais (4 × 5 km) | Norvège Marit Bjørgen Therese Johaug Kristin Størmer Steira Marthe Kristoffersen | Finlande Pirjo Muranen Virpi Kuitunen Aino-Kaisa Saarinen Riitta-Liisa Roponen | Suède Jenny Hansson Britta Norgren Anna Haag Charlotte Kalla |

| 2. Kuusamo (29 novembre 2008 - 30 novembre 2008) |                        |                     |                |                   |
| Date                                             | Épreuve                | Vainqueur           | Deuxième       | Troisième         |
| 29/11/2008                                       | Sprint style classique | Petra Majdic        | Lina Andersson | Justyna Kowalczyk |
| 30/11/2008                                       | 10 km style classique  | Aino-Kaisa Saarinen | Virpi Kuitunen | Marit Bjørgen     |

| 3. La Clusaz (6 décembre 2008 - 7 décembre 2008) |                                |                                                                                |                                                              |                                                                                                 |
| Date                                             | Épreuve                        | Vainqueur                                                                      | Deuxième                                                     | Troisième                                                                                       |
| 06/12/2008                                       | 15 km style libre (mass start) | Kristin Størmer Steira                                                         | Aino-Kaisa Saarinen                                          | Therese Johaug                                                                                  |
| 07/12/2008                                       | Relais (4 × 5 km)              | Finlande Pirjo Muranen Virpi Kuitunen Riitta-Liisa Roponen Aino Kaisa Saarinen | Suède Lina Andersson Sara Lindborg Anna Haag Charlotte Kalla | Norvège Kristin Mürer Stemland Therese Johaug Betty Ann Bjerkreim Nilsen Kristin Størmer Steira |

| 4. Davos (13 décembre 2008 - 14 décembre 2008) |                       |                |                     |               |
| Date                                           | Épreuve               | Vainqueur      | Deuxième            | Troisième     |
| 13/12/2008                                     | 10 km style classique | Virpi Kuitunen | Aino-Kaisa Saarinen | Marit Bjørgen |
| 14/12/2008                                     | Sprint style libre    | Petra Majdic   | Celine Brun-Lie     | Marit Bjørgen |

| 5. Düsseldorf (20 décembre 2008 - 21 décembre 2008) |                                |                                             |                                                |                                          |
| Date                                                | Épreuve                        | Vainqueur                                   | Deuxième                                       | Troisième                                |
| 20/12/2008                                          | Sprint style libre             | Petra Majdic                                | Natalia Matveeva                               | Maiken Caspersen Falla                   |
| 21/12/2008                                          | Sprint par équipes style libre | Russie Natalia Korosteleva Natalia Matveeva | Norvège Celine Brun-Lie Maiken Caspersen Falla | Allemagne Stefanie Böhler Claudia Nystad |

| Tour de Ski 2008-2009 (27 décembre 2008 - 4 janvier 2009) |            |                |                     |              |
| Date                                                      | Épreuve    | Vainqueur      | Deuxième            | Troisième    |
| -                                                         | 7 épreuves | Virpi Kuitunen | Aino-Kaisa Saarinen | Petra Majdic |

| 6. Whistler (16 janvier 2009 - 18 janvier 2009) |                                |                                    |                                         |                                  |
| Date                                            | Épreuve                        | Vainqueur                          | Deuxième                                | Troisième                        |
| 16/01/2009                                      | Sprint style classique         | Alena Prochazkova                  | Justyna Kowalczyk                       | Anna Olsson                      |
| 17/01/2009                                      | Poursuite                      | Justyna Kowalczyk                  | Marianna Longa                          | Valentina Shevchenko             |
| 18/01/2009                                      | Sprint par équipes style libre | Italie Magda Genuin Arianna Follis | Allemagne Nicole Fessel Stefanie Böhler | Suède Lina Andersson Anna Olsson |

| 7. Otepää (24 janvier 2009 - 25 janvier 2009) |                        |                   |                     |                |
| Date                                          | Épreuve                | Vainqueur         | Deuxième            | Troisième      |
| 24/01/2009                                    | 10 km style classique  | Justyna Kowalczyk | Aino-Kaisa Saarinen | Virpi Kuitunen |
| 25/01/2009                                    | Sprint style classique | Petra Majdic      | Aino-Kaisa Saarinen | Virpi Kuitunen |

| 8. Rybinsk (30 janvier 2009 - 1er février 2009) |                                |                |                |                 |
| Date                                            | Épreuve                        | Vainqueur      | Deuxième       | Troisième       |
| 30/01/2009                                      | 15 km style libre (mass start) | Marianna Longa | Arianna Follis | Stefanie Böhler |
| 31/01/2009                                      | Sprint style libre             | Pirjo Muranen  | Arianna Follis | Magda Genuin    |
| 01/02/2009                                      | Poursuite                      | Annulée        | Annulée        | Annulée         |

| 9. Valdidentro (13 février 2009 - 14 février 2009) |                       |                   |                |              |
| Date                                               | Épreuve               | Vainqueur         | Deuxième       | Troisième    |
| 13/02/2009                                         | Sprint style libre    | Petra Majdic      | Pirjo Muranen  | Magda Genuin |
| 14/02/2009                                         | 10 km style classique | Justyna Kowalczyk | Marianna Longa | Petra Majdic |

| 10. Lahti (7 mars 2009 - 8 mars 2009) |                    |                   |                 |                      |
| Date                                  | Épreuve            | Vainqueur         | Deuxième        | Troisième            |
| 07/03/2009                            | Sprint style libre | Petra Majdic      | Arianna Follis  | Pirjo Muranen        |
| 08/03/2009                            | 10 km style libre  | Justyna Kowalczyk | Charlotte Kalla | Marthe Kristoffersen |

| 11. Trondheim (12 mars 2009 - 14 mars 2009) |                                    |              |                   |                   |
| Date                                        | Épreuve                            | Vainqueur    | Deuxième          | Troisième         |
| 12/03/2009                                  | Sprint style classique             | Petra Majdic | Alena Prochazkova | Justyna Kowalczyk |
| 14/03/2009                                  | 30 km style classique (mass start) | Petra Majdic | Justyna Kowalczyk | Masako Ishida     |

| 12. Finale Coupe du monde (18 mars 2009 - 22 mars 2009) 18 mars 2009 : Stockholm / 20 mars 2009 - 22 mars 2009 : Falun |                                     |                        |                     |                      |
| Date | Épreuve                             | Vainqueur              | Deuxième            | Troisième            |
| 18/03/2009 | Sprint style classique              | Petra Majdic           | Aino-Kaisa Saarinen | Anna Olsson          |
| 20/03/2009 | 2,5 km style libre                  | Claudia Nystad         | Charlotte Kalla     | Justyna Kowalczyk    |
| 21/03/2009 | Poursuite 2 × 5 km                  | Riitta-Liisa Roponen   | Therese Johaug      | Justyna Kowalczyk    |
| 22/03/2009 | 10 km style libre (départ handicap) | Kristin Størmer Steira | Therese Johaug      | Marthe Kristoffersen |
| Classement final | Classement final                    | Justyna Kowalczyk      | Therese Johaug      | Charlotte Kalla      |

## Bilan

### Chiffres télévisuels
La chaîne télévisuelle la plus regardée durant cette Coupe du monde 2008-2009 fut Eurosport avec une audience cumulée de 73,5 millions de téléspectateurs. En revanche, en termes de part d'audience, c'est la chaîne norvégienne NRK qui détient en moyenne des 47 heures de couverture des compétitions près de 54,24 % de part d'audience en Autriche.
L'épreuve la plus suivie dans un pays donnée fut l'étape finale du Tour de Ski à Val di Fiemme le 4 janvier 2009 où la chaîne allemande ZDF atteint 4,76 millions de téléspectateurs.

### Nombre de spectateurs
Sur l'ensemble des épreuves, ce sont près de 450 000 spectateurs qui se sont déplacés sur les épreuves.

### Total des gains
Sur l'ensemble de la saison, le total des gains (hors sponsors) est dominé par le Suisse Dario Cologna avec un total de gains de 262 800 francs suisses suivi de Petra Majdic et Justyna Kowalczyk. 1 € = 1,526123 CHE
| Rang | Nom                   | Total des gains       |
| ---- | --------------------- | --------------------- |
| 1    | Dario Cologna         | 262 800 CHF 172 201 € |
| 2    | Petter Northug        | 182 625 CHF 119 665 € |
| 3    | Ola Vigen Hattestad   | 128 750 CHF 84 364 €  |
| 4    | Axel Teichmann        | 88 000 CHF 57 662 €   |
| 5    | Pietro Piller Cottrer | 56 750 CHF 37 185 €   |

| Rang | Nom                 | Gains                 |
| ---- | ------------------- | --------------------- |
| 1    | Petra Majdic        | 227 000 CHF 148 742 € |
| 2    | Justyna Kowalczyk   | 214 625 CHF 140 634 € |
| 3    | Virpi Kuitunen      | 206 450 CHF 135 277 € |
| 4    | Aino Kaisa Saarinen | 196 250 CHF 128 593 € |
| 5    | Arianna Follis      | 93 026 CHF 60 955 €   |